# Джош Догерті
Джош Догерті (англ. Josh Doherty; нар. 15 березня 1996, Північна Ірландія) — північноірландський футболіст, захисник англійської футбольної команди «Вотфорд» і Молодіжної збірної Північної Ірландії з футболу.

## Життєпис
Дебютував 3 травня 2014, вийшовши на заміну на 80-й хвилин в матчі «Вотфорд» проти «Гаддерсфілд Таун» (4-1). 14 травня 2014 підписав свій перший професійний контракт з командою.